# TMEM9
TMEM9 (англ. Transmembrane protein 9) – білок, який кодується однойменним геном, розташованим у людей на короткому плечі 1-ї хромосоми.  Довжина поліпептидного ланцюга білка становить 183 амінокислот, а молекулярна маса — 20 574.
| 10         |  | 20         |  | 30         |  | 40         |  | 50         |
| ---------- |  | ---------- |  | ---------- |  | ---------- |  | ---------- |
| MKLLSLVAVV |  | GCLLVPPAEA |  | NKSSEDIRCK |  | CICPPYRNIS |  | GHIYNQNVSQ |
| KDCNCLHVVE |  | PMPVPGHDVE |  | AYCLLCECRY |  | EERSTTTIKV |  | IIVIYLSVVG |
| ALLLYMAFLM |  | LVDPLIRKPD |  | AYTEQLHNEE |  | ENEDARSMAA |  | AAASLGGPRA |
| NTVLERVEGA |  | QQRWKLQVQE |  | QRKTVFDRHK |  | MLS        |  |            |

A: Аланін

C: Цистеїн

D: Аспарагінова кислота

E: Глутамінова кислота

F: Фенілаланін

G: Гліцин

H: Гістидин

I: Ізолейцин

K: Лізин

L: Лейцин

M: Метіонін

N: Аспарагін

P: Пролін

Q: Глутамін

R: Аргінін

S: Серин

T: Треонін

V: Валін

W: Триптофан

Кодований геном білок за функцією належить до фосфопротеїнів. 
Задіяний у такому біологічному процесі як транспорт. 
Локалізований у мембрані, лізосомі, ендосомах.